# Palacio de Psykhikó
El palacio de Psykhikó (también denominado villa de Psykhikó o Psychichó) es una antigua residencia real de la familia real griega situada en el número 14 de la calle Diamantidou del barrio homónimo de Atenas.

## Historia
La construcción de la residencia se produjo en los inicios del siglo XX, por parte de un empresario chipriota. En 1938 el rey Jorge II de Grecia adquiere la villa para residencia de su hermano el príncipe Pablo, con vistas a su próximo matrimonio con Federica de Hannover. Irene de Grecia, hermana tanto de Jorge II como de Pablo, se encarga de la redecoración de la casa.
Una vez habitada por el nuevo matrimonio, tras su luna de miel, la residencia se convertirá así en lugar de nacimiento de dos futuros reyes, hijos del matrimonio, Sofía de Grecia, futura reina de España, el  2 de noviembre de 1938, y su hermano Constantino, futuro rey de Grecia, el 2 de junio de 1940. A raíz de la invasión de Grecia, en el marco de la Segunda Guerra Mundial, la familia debe abandonar el palacio y parte al exilio. Durante este período la residencia sufre distintos saqueos y sirvió de residencia del gobernador italiano.
En 1946 tras una nueva restauración de la monarquía griega, la familia del príncipe Pablo se instala en el palacio. El 20 de octubre de 1946 en el palacio se convertirá Federica a la Iglesia ortodoxa. En abril de 1947, tras la muerte del rey Jorge II, el ya rey, Pablo I de Grecia y su familia pasará a vivir entre el palacio real de Atenas y Tatoi.  En 1962, y en los primeros años de su matrimonio, los príncipes Sofía y Juan Carlos de Borbón se instalan en el palacio algunas temporadas.
Sin embargo, sería en el período comprendido entre el matrimonio de Constantino II de Grecia en 1964 y el exilio de la familia real griega en 1967 cuando el palacio viviría su última época de esplendor, residiendo en él la reina madre Federica y su hija Irene.
Con la abolición de la monarquía en Grecia, el edificio pasó a manos del Estado, el cual, en 1974, decidió vender a través de una subasta. 
En 1988, el Ministerio de Asuntos Exteriores español intentó comprar la casa natal de la reina Sofía para convertirla en Embajada de España en Grecia. La adquisición no pudo realizarse debido a que un armador greco chipriota, Loucas Haji-Ioannou, ofreció mucho más dinero del que podía pagar el ministerio en la subasta, siendo vendida en 316 millones de dracmas.
El nuevo propietario encargó un proyecto para la rehabilitación del palacio y la construcción de edificios anexos, pero una asociación local presentó un recurso contencioso-administrativo contra el proyecto, motivo por el cual fueron paradas las obras. En 2012, ya fallecido Loucas Haji-Ioannou y siendo el nuevo propietario su hijo Polys, el ministerio de Cultura griego emitió el permiso para continuar con las obras y ampliar el inmueble. Un año después, y a petición de nuevo de la asociación local, el Tribunal Administrativo de Apelación de Atenas volvió a paralizar las obras, hasta que en 2020, por resolución judicial, el propietario consiguió continuar con el proyecto y se construyó el edificio anexo, además de haberse procedido al vaciado del edificio del palacio, manteniendo las fachadas del mismo.Una vez finalizada la construcción, el palacio se encuentra redecorado sin haber recuperado los elementos decorativos de la época en la que fue residencial real.

## Descripción
La villa consistía en un edificio principal de dos alturas y dos edificios anexos rodeados por un amplio jardín, contando con una superficie construida de unos 1.200 metros cuadrados. 
Del interior, se sabe que contaba con una habitación de niños decorada con pinturas de Mickey Mouse.

### Individuales
1. ↑  Mateos Sainz de Medrano, Ricardo (2004). La familia de la Reina Sofía: la dinastía griega, la Casa de Hannover y los reales primos de Europa. Barcelona: La Esfera de los Libros. p. 105. ISBN 978-84-9734-195-0. Consultado el 10 de diciembre de 2020.
2. ↑  Celada, Eva (2007). Irene de Grecia: la princesa rebelde. Barcelona: Plaza & Janés. p. 41-42. ISBN 978-84-01-30545-0. Consultado el 10 de diciembre de 2020.
3. ↑  Papanicolaou, 1994, p. 18.
4. ↑  Papanicolaou, 1994, p. 136.
5. ↑  «Ανάκτορο Παύλου & Φρειδερίκης: Το ερειπωμένο στολίδι του Ψυχικού» [Palacio de Pablo y Federica: La joya en ruinas de Psychiko].
6. ↑  Papanicolaou, 1994, p. 137.
7. 1 2  Urbano, Pilar (1996). La Reina. Plaza & Janés. ISBN 9788401375552. (requiere registro).
8. ↑  «Frederika Quits Palace For Villa Outside Athens». New York Times. Associated Press. 13 de octubre de 1964. p. 10.
9. ↑  «La casa natal de la reina Sofía». El País. 20 de mayo de 1988.
10. ↑  «Νέα «πνοή» στο ανάκτορο του Ψυχικού θα δώσει ο εφοπλιστής Πόλυς Χατζηιωάννου» (en griego). 19 de octubre de 2020. Consultado el 5 de septiembre de 2022.